# جایی بدون هیچ نام
«مکانی بدون نام» (به انگلیسی: A Place with No Name) نام آهنگی از مایکل جکسون است. قسمتی از این آهنگ که حدود ۲۴ ثانیه می‌شد، در تاریخ ۱۶ ژوئیه ۲۰۰۹ (۳ هفته بعد از مرگ مایکل جکسون) توسط وب‌گاه TMZ.com بر روی اینترنت لو رفت.